# ميخايلو رومانشوك
ميخايلو رومانشوك (مواليد 7 أغسطس 1996) هو سباح أوكراني، شارك في أولمبياد 2020.